# Бжезинский повет
Бжезинский повет (пол. Powiat brzeziński) — повет (район) в Польше, входит как административная единица в Лодзинское воеводство. Центр повета — город Бжезины. Занимает площадь 358,51 км². Население — 30 654 человека (на 31 декабря 2015 года).

## Административное деление
- города: Бжезины
- городские гмины: Бжезины
- сельские гмины: Гмина Бжезины, Гмина Дмосин, Гмина Ежув, Гмина Рогув

## Демография
Население повета дано на 31 декабря 2015 года.
| Перепись            | Всего  | Мужчины | Женщины |
| ------------------- | ------ | ------- | ------- |
| Всего               | 30 933 | 14 977  | 15 956  |
| Городское население | 12 542 | 5909    | 6633    |
| Сельское население  | 18 391 | 9068    | 9323    |